# Kína–Afrika Együttműködési Fórum
A Kína–Afrika Együttműködési Fórum (FOCAC; egyszerűsített kínai: 中非合作论坛; tradicionális kínai: 中非合作論壇; pinjin: Zhōng Fēi hézuò lùntán; franciául: Forum sur la coopération sino-africaine) egy hivatalos fórum Kína és Afrika államai között. Hét csúcstalálkozót tartottak ezidáig, legutóbb Pekingben, 2018. szeptember 3–4-én.

## Előzmények: a sino–afrikai kapcsolatok alapjai
A sino-afrikai kapcsolatok nagy múltra tekintenek vissza, mivel az első interakció már Cseng Ho admirális felfedezőútja alkalmával megtörtént: Cseng Ho (Zheng He) 1418-ban elérte a szuahéli partvidéket.
Azonban a kapcsolatok komolyabb szintre kerülése a 20. század második feléig váratott magára. Az afrikai államok egy része és a Kínai Népköztársaság az 1955-ös bandungi konferencián kerültek kapcsolatba egymással, amikor is a meghívott államok egységbe tömörülve elfogadták a bandungi nyilatkozatot. Kínai Népköztársaság már az 1960-as években sietett kiépíteni kapcsolatait az afrikai államokkal, amelynek keretében az 1970-es években már számos afrikai államfő látogatott el Kínába és fokozatosan bővülni kezdtek a gazdasági együttműködések területei is. 1967-ben 13 kínai misszió tevékenykedett a kontinensen, addig 1974-re a számuk 30-ra nőtt.
Ebből az időszakból az egyik legjelentősebb gazdasági együttműködésre 1968 és 1976 között került sor Tanzániában, amikor a Kínai Népköztársaság vállalta az ország vasútvonalának építésének finanszírozását, miután Julius Nyerere elnök megkeresését mind a nyugati államok, mind az ENSZ elutasította – igaz, ekkor még maga Kína is szerény tőkével rendelkezett.
A kulturális forradalom következményeként fellépő diplomáciai dermedtség után kezdetét vette az úgynevezett „golden era” az 1980-as, 1990-es évekre tehető, ebben az időszakban ugyanis az első kínai elnöki látogatás is lezajlott 1986-ban és ugrásszerűen megnőtt a kereskedelem és a meginduló befektetések volumene a két fél között, ami kiemelten fontos volt az afrikai államoknak, hiszen a kontinens életében az 1980-as évek súlyos gazdasági recesszióba süllyedtek. A kapcsolatok elmélyítésében mérföldkőnek számított az első ízben 1998. augusztus 3-án megrendezett Kína-Afrika gazdasági vezetői tisztviselőinek találkozója, amelyet onnantól fogva minden évben kétszer tartottak meg, de már ebben az időszakban elindultak kínai kezdeményezésre a kulturális, egészségügyi és oktatási csereprogramok, amelyek a későbbiekben kiemelt területei lettek az együttműködésnek.
A sino–afrikai kapcsolatok elvei az alábbi mérföldkövek mentén alakultak ki: Bandung szelleme, az „öt nem”, a Csao Ce-jang által lefektette a kínai–afrikai együttműködés négy alapelve és az egy-Kína elv.
Az 1954-ben Csou En-laj és Nehru miniszterelnökök által Delhiben aláírt nyilatkozat később az el nem kötelezettek tömbjének alapelveibe is beépült. A nyilatkozatban elfogadott elvek a következők voltak: egymás területi integritásának és szuverenitásának kölcsönös tiszteletben tartása, egymás kölcsönös meg nem támadása, az egymás belügyeibe való be nem avatkozás, az egyenlőség és a kölcsönös előnyök szem előtt tartása, valamint a békés együttélés. 
Az el nem kötelezettek mozgalmának előzményének tekinthető 1955-ös bandungi konferencia zárónapján elfogadott Tíz elv szintén beépült a sino–afrikai kapcsolatok kereteibe. A tíz elv a következő:
1. Az alapvető emberi jogok tiszteletben tartása;
2. Valamennyi nemzet szuverenitásának és területi sérthetetlenségének tiszteletben tartása.
3. Valamennyi emberfajta és valamennyi nemzet egyenlőségének elismerése.
4. Más nemzetek belügyeibe való be nem avatkozás.
5. Minden egyes nemzet azon jogának elismerése, hogy… egyénileg vagy kollektíven védelmezze önmagát.
6. a) Tartózkodás az olyan kollektív védelmi rendszerekbe való belépéstől, amelyeknek célja bizonyos nagyhatalmak különleges érdekeinek szolgálata; b) tartózkodás attól… hogy nyomást gyakoroljon más hatalmakra.
7. Tartózkodás az agressziótól, az agresszióval való fenyegetéstől vagy az erőszak alkalmazásától más országok területi épségével vagy politikai függetlenségével szemben.
8. Minden nemzetközi viszály békés eszközökkel… való rendezése az ENSZ Alapokmányával összhangban.
9. A kölcsönös érdekek és az együttműködés elősegítése.
10. A nemzetközi jog és a nemzetközi kötelezettségek tiszteletben tartása.

1982-ben az akkori kínai miniszterelnök, Csao Ce-jang 11 afrikai államot érintő körútja alkalmával egyértelműsítette Kína Afrikához való hozzáállását. A kínai–afrikai együttműködés négy alapelveként is ismert elvek az alábbi értékekre fókuszálnak:
1. az egyenlőség és kölcsönös előnyök;
2. a gyakorlati eredmények középpontba helyezése;
3. az együttműködés formáinak változatossága; valamint
4. a gazdasági fejlődés lettek deklarálva.

A fentebbi elvek és szempontok beleépültek a 2006. január 12-én a Kínai Népköztársaság külügyminisztériuma által közzétett Kína Afrika-politikája című dokumentumban, amely az első, kifejezetten az afrikai kontinensre vonatkozó komplex anyag.
A preambulumban utalást tesznek a bandungi elvekre, amelyek közül – a szolidaritás és együttműködés jegyében – Kína az egyenlőségre, az egymás kölcsönös támogatására, általában a kölcsönösségre, a szoros koordinációra és az egymástól való tapasztalatszerzésre és -cserére, a közös tanuláson keresztül elérhető fejlesztésre fekteti a hangsúlyt.
Szerepel benne az úgynevezett „öt nem” elve: miszerint Kína nem avatkozik be az afrikai államok útkeresésébe, hogy a saját feltételeikhez legjobban igazodó fejlesztési irányt kövessék, nem avatkozik be a kontinens országainak belügyeiben, nem erőlteti rá akaratát ezen országokra, nem szab politikai feltételeket a segítségért cserébe, és a beruházások és finanszírozási együttműködések során nem önző politikai célok vezérlik.
Ezek mellett, kifejezetten a Népköztársaság ENSZ-be való felvételétől kezdve politikájának alappillére az egy-Kína elv érvényesítése, amely a kínai-afrikai kapcsolatok esetében is alapjaiban határozza az együttműködést – Kína csak azon államokkal tart fenn diplomáciai kapcsolatot, amelyek nem ismerik el Tajvan szuverenitását.

## A FOCAC megalapítása
A FOCAC szervezetét 2000-ben alapították Pekingben az első, Kína és az afrikai kontinens államai között lezajló miniszteri szintű konferencián. A FOCAC része a „dél-dél kooperáció” hullámának, amely a hagyományos fejlődési folyamatok helyett kínál alternatívát. Hogy melyik fél részéről is való a kezdeményezés, vitatott, egyes források kínai, míg mások egy kis afrikai országcsoport kezdeményezéseként azonosítják, de innentől a Kína és az egyes afrikai országok közti bilaterális kapcsolatok mellett egy, az afrikai kontinenst összefogó, kínai afrikai intézményesült kapcsolatrendszerről van szó, hasonlóan a már korábban megalakult Euro-Afrikai Csúcstalálkozókhoz, vagy az USA-Afrika Business Forumhoz.
Ezzel a platformmal az volt Kína és az afrikai államok célja, hogy létrehozzanak egy konzultációs fórumot a jövőbeli együttműködésekhez, amelyek öt területen valósulnak meg: politikai, társadalmi fejlődés, gazdasági, kulturális és biztonsági területek.

### Értékrend, jellegzetességek
A FOCAC-nak 5 fő pillére van, ami szintén a Dél-dél kooperációhoz kapcsolható: egyenlőség és kölcsönös gyarapodás; formai és tartalmi diverzitás; a gyakorlati eredményekre való fókuszálás; törekvés a közös fejlődésre; a nézeteltérések békés rendezése .
Céljaiként az alábbiakat fogalmazta meg: egyenlő alapú konzultáció, növekvő megértés egymás felé, kiszélesedő konszenzus, erősödő barátság és az együttműködés előmozdítása.

## Tagság
A fórumnak tagja minden afrikai állam, kivéve Szváziföld, amely, miután továbbra is elismeri Tajvan (Kínai Köztársaság) államiságát, a népi Kína nem tart fenn vele diplomáciai kapcsolatokat. Az afrikai országok mellett az egyedüli szervezet, amely tagja a FOCAC-nak, az Afrikai Unió, amely 2010-ben csatlakozott. A legutóbbi csatlakozó államok, Gambia, Sao Tome és Príncipe, illetve Burkina Faso a 2018-as pekingi csúcstalálkozó alkalmával csatlakoztak a fórumhoz.

### Tagok listája
- Algéria
- Angola
- Benin
- Botswana
- Burkina Faso
- Burundi
- Zöld-foki Köztársaság
- Kamerun
- Közép-afrikai Köztársaság
- Csád
- Comorose-szigetek
- Kongó
- Elefántcsontpart
- Kongói Demokratikus Köztársaság
- Dzsibuti
- Egyiptom
- Egyenlítői Guinea
- Eritrea
- Etiópia
- Gabon
- Gambia
- Ghána
- Guinea
- Bissau-Guinea
- Kenya
- Lesotho
- Libéria
- Líbia
- Madagaszkár
- Malawi
- Mali
- Mauritánia
- Mauritius
- Marokkó
- Mozambik
- Namíbia
- Niger
- Nigéria
- Ruanda
- Sao Tome és Principe
- Szenegál
- Seychelles-szigetek
- Sierra Leone
- Szomália
- DélAfrika
- Dél-Szudán
- Szudán
- Tanzánia
- Togo
- Tunézia
- Uganda
- Zambia
- Zimbabwe
- az Afrikai Unió Bizottsága

## Együttműködési területek
A következő területeken valósult meg együttműködés a felek között: oktatás, tudomány és technológia, mezőgazdaság, környezetvédelem, kultúra, egészségügy, egymás közti kommunikáció, bányászat, közlekedés, ifjúsági fejlődés, média, turizmus.
- Oktatás: a kínai oktatásügyi minisztérium 2005-ben szervezett egy FOCAC alfórumot az oktatásról, amelynek eredményeként kialakult a Kínai-Afrikai Egyetemek 20+20 Együttműködési Terve, amely révén a programban lévő 20 afrikai és 20 kínai egyetem közösen végez kutatásokat és képezi ki a hallgatóit. A program felelőse kínai részről a Nemzetközi Együttműködésért és Csereprogramokért felelős ügyosztály.
- Tudomány és technológia: a kínai tudományért felelős minisztérium kezdeményezésére alakult meg a Kína-Afrika Tudomány és Technológia Partnerség Terv, amelyben Kína vállalta, hogy 100 közös kutatást és demonstrációs projektet fog támogatni, és 100 afrikai posztdoktori képzésben résztvevő hallgatónak biztosít kutatói lehetőséget Kínában, valamint kutatáshoz szükséges felszereléseket biztosít számukra, amikor hazatérnek Afrikába.
- Mezőgazdaság: Kína vállalta, hogy mezőgazdasági szakértőket küld Afrikába, akik segíthetnek szakmai tudásukkal, hogy Afrika további lépéseket tegyen az élelmiszer-biztonság felé és létrehoztak egy platformot ennek működtetésére (Kína-Afrika Mezőgazdasági Együttműködési Fórum).
- Egészségügy: az 1963 óta zajló csereprogramok és egészségüggyel kapcsolatos együttműködések innentől a FOCAC intézményrendszerének ernyője alatt folytatódnak tovább.
- Kultúra: a kínai Kultúráért felelős Minisztérium kínai művészek afrikai látogatását szervezi meg, illetve a „Meeting in Beijing” nemzetközi művészeti fesztivált, valamint az afrikai kultúrára fókuszáló kulturális programokat kínai nagyvárosokban. Ennek végrehajtásában a minisztérium mellett közreműködik a Külső Kulturális Kapcsolatokért felelős Hivatal és az Állami Rádió, Film és Televízió Hivatal.

## A FOCAC intézményi háttere
Afrikai és kínai részről más-más módon épül fel az apparátus, amely részt vesz a FOCAC működésében.
A kínai fél részéről aprólékosan strukturált és centralizált a FOCAC-hoz kapcsolódó apparátus. Három fő része a 2001-ben alapított Follow-up Bizottság, a Follow-up Bizottság Titkárság és a FOCAC Titkársági Hivatal. Kína részéről 26 intézmény illetve szervezet illetve szervezet kapcsolódik a FOCAC policyalkotási és annak végrehajtási folyamatához. Ezek a szervek a Follow-up Bizottságnak tartoznak felelősséggel; kiemelt szerepe van a Bizottság működésében a Külügyminisztériumnak, a Kereskedelmi Minisztériumnak és a Pénzügyminisztériumnak.
A kínai Follow-up Bizottság Titkársága 5 osztályból áll: az Afrikai Ügyekért Felelős Osztályból, a Külügyminisztérium Nyugat- és Észak-Ázsiai Ügyekért Felelős Osztályból,a Külügyminisztériumtól független  Nyugat- és Észak-Ázsiai Ügyekért Felelős Osztályból, a Kereskedelmi Minisztérium alá tartozó Külországokba szánt Segélyekért Felelős Osztályból, és a Pénzügyi Minisztérium alá tartozó Jogi és szakpolitikai Osztályból. Ezeknek a napi tevékenységeit a Titkársági Hivatal által szervezett találkozók fogják össze; a Titkárságnak csak limitált koordinációs tevékenységre van jogosultsága, de nem dönthet konkrét politikákról. A Titkárság a Follow-up Bizottság két igazgatójának felel, akik a mindenkori helyettes külügyminiszter és helyettes kereskedelmi miniszter.
A kínai apparátussal ellentétben az afrikai intézmények közt van multilaterális és bilaterális szintű, centralizált illetve decentralizált szerkezetbe tartozó, hiszen itt nem egyetlen partnerországról, hanem egy olyan félről van szó, amely 53 országot tömörít magába.
Az afrikai intézményi háttér részét képezi: az afrikai diplomáciai testületek, afrikai országok vezető hivatalnokai, az afrikai külügyminisztériumok, a Kínába akkreditált afrikai nagykövetek, a FOCAC működésével kapcsolatos országonkénti Follow-up Bizottságok, az Afrikai Unió, szubregionális szervezetek.

## Csúcstalálkozók
A fórum csúcstalálkozói háromévente zajlanak, vagy Pekingben vagy egy afrikai országban. Minden fórum egy hároméves periódusra vonatkozó Akciótervvel zárul, amelynek végrehajtása bilaterális rendszerben zajlik, és egy follow-up bizottság követ nyomon.

### 2000, Peking, Kína
Az első, miniszteri szintű találkozóra 2000. október 10. és 12. között került sor Pekingben. Csiang Zö-min elnök, Zhu Rong-ji, az Államtanács elnöke és Hu Csin-tao, a Kínai Népköztársaság alelnöke is részt vettek a konferencián, emellett több mint 80 miniszter Kínából, illetve a jelen lévő 44 országból és 17 nemzetközi szervezetből megjelentek a találkozón. Az afrikai kontinensről többek között Togo elnöke, Gnassingbé Eyadéma, Algéria elnöke, Abdelaziz Bouteflika, Zambia elnöke Frederick Chiluba, Tanzánia elnöke Benjamin William Mkapa, és az Afrikai Unió főtitkára, Dr. Salim Ahmed Salim.
A találkozó keretében Kína vállalásaiban ígéretet tett az Kína-Afrika Egyesült Business Tanács megalapítására, egy, az afrikai termékeket, és az afrikaiakkal való kereskedelmet promotáló kiállítóközpont megvalósítására. Vállalta, hogy ösztönözni fogja a kínai befektetők Afrika felé fordulását, és töröl 10 milliárd RNB adósságot a súlyosan eladósodott szegény országok (HIPC) és a legkevésbé fejlett országok (LDC) esetében. Megígérte az ösztöndíj lehetőségek kiszélesítését és további egészségügyi szakemberek és tanárok küldését Afrikába. A konferenciát a FOCAC megalakulásáról szóló pekingi kiadott nyilatkozat és a Program Kína–Afrika Együttműködési Fórum a Gazdasági és Társadalmi Fejlődésért című dokumentum zárta.

### 2003, Addisz-Abeba, Etiópia
A második miniszteri szintű konferenciát a felek Etiópia fővárosában, Addisz-Abebaban tartották 2003. december 15. és 16. között, 44 afrikai állam és  immár az Afrikai Unió részvételével. A résztvevők közt volt többek között Wen Jia-bao kínai elnök, Meles Zenawi etióp elnökön kívül további hat afrikai államfő, három alelnök, két miniszterelnök, egy szenátusi elnök és az Afrikai Unió Bizottságának elnöke, Alpha Oumar Konare, továbbá az ENSZ főtitkárának képviselője is beszédet mondott a nyitóünnepségen. A konferencia több mint 70 miniszter jelenlétével zajlott, amely az Addisz-Abeba Tervvel zárult, amely 2004 és 2006 között funkcionált.
Ebben szó esett többek között az afrikai  humánerőforrás fejlesztésről, a Kína és Afrikai közti turizmus támogatásáról és a Kína-Afrika Ifjúsági fesztivál megrendezéséről.

### 2006, Peking, Kína
Az első FOCAC Csúcstalálkozó és egyben a harmadik miniszteri szintű konferencia Pekingben került megrendezésre 2006. november 3. és 5. között. A konferencián részt vett Hu Jin-tao kínai elnök és 48 afrikai állam elnöke illetve miniszterelnöke. A csúcstalálkozó keretében egy 5 milliárd USD értékű koncessziós hitellehetőséget bocsátott az afrikai partnerországok rendelkezésére. A sino-afrikai kapcsolatok fejlesztésére életre hívott „Nyolc Elv” részeként Hu elnök bejelentette a Kína-Afrika Fejlesztési Alap megalapítását, amely 1 milliárd USD alaptőkével indul, és a várakozások szerint 5 milliárdra fog bővülni a jövőben.
A találkozó végén elfogadták a FOCAC-Pekingi Akciótervet, amely a 2007-2009-es periódusra vonatkozik majd. A találkozón döntöttek többek között 3 milliárd USD értékű preferenciális kölcsön kibocsátásáról; az Afrikai Unió konferenciaközpont megépítéséről; a 2005 végén keletkezett adósságok törléséről a súlyosan eladósodott szegény országok  esetében; 190-ről 440 felé emelni az Afrikából Kínába érkező exportcikkeket, és a legkevésbé fejlett országok esetében vámmentességgel támogatni a kereskedelmet; további segítségnyújtás a humánerőforrás fejlesztésben; a kínai ösztöndíjprogramok számának megnövelése; 100 falusi iskola 30 kórház felépítése kínai támogatással és Kína emellett 300 millió RNB értékben biztosít artemisinint az afrikai országoknak; támogatni az ifjúsági önkéntességet.

### 2009, Sharm el-Sheikh, Egyiptom
A FOCAC negyedik miniszteri találkozóját Egyiptomban tartották Sarm es-Sejk városban. A pekingi csúcstalálkozó megrendezéséről szólt a találkozó. 2010–2012 további kínai–afrikai együttműködést fognak megvalósítani. Kína miniszterelnöke, Wen Jiabao nyitotta meg a ceremóniát. Wen Jiabao, Hoszni Mubárak Egyiptom elnöke és más afrikai kormányok vezetői további 49 országból emelték a ceremónia fényét. Képviselte magát Libéria, Zimbabwe, Uganda, Szudán, Kongó, Ruanda, Közép-afrikai Köztársaság és Tanzánia, Etiópia miniszterelnökei, Elefántcsontpart, Kongói Demokratikus Köztársaság, Seychelle-szigetek, Ghána, Burundi, Gabon Nemzeti Gyűlésének elnöke, az Afrikai Unió bizottságának elnöke, illetve a kínai külügyminiszter Yang Jiechi, Chen Deming kínai kereskedelmi miniszter vezetett egy delegációt.
November 9-én bejelentették egy 10 milliárd USD értékű, alacsony kamatozású kölcsönt – a dupláját a 2006-os pekingi találkozón bejelentettnek és a legszegényebb afrikai államoknak elengedi a kamatmentes kormányzati kölcsönök miatt fennálló tartozásait. Ezen felül egy 1 milliárd USD értékű speciális kölcsönt az afrikai kis- és középvállalkozásoknak, és Kína további, nyolc elvből álló policyt jelentett be, amely „még inkább az emberek életkörülményeinek fejlesztésére koncentrál”.
Wen Jiabao kijelentette, 100 új megújuló energia projektet fognak megvalósítani, beleértve naperőművek, kis vízerőművek építését és a biogáz használatát. Mezőgazdasági technológiai csapatokat fog Kína Afrikába küldeni, 2000 mezőgazdasági alkalmazottat, erősítve Afrika élelmezési biztonságát.
Kína az afrikai országokkal közösen 100 tudományos és technológiával kapcsolatos projektet fog indítani, amely keretében 100 PhD hallgatót fogad Afrikából, hogy kutatómunkát végezzenek, majd visszatérjenek Afrikába.
Kína gyógyászati eszközöket fog előállítani a jövőben, többek között a malária megfékezésére 500 millió renminbi értékben támogat 30 kórházat és épít kezelési központot, 3000 doktort és ápolónőt képez ki Afrika számára. Wen Jiabao bejelentette, hogy Kína 50 kínai–afrikai iskolát építtet és 1500 iskolai tanárt, illetve vezetőket képez ki afrikai országok számára. 2012-re 5500-ra növeli a kínai kormány által folyósított ösztöndíjak mennyiségét Afrika felé. 20 000 kínai hivatásos szakember – minden terület tekintetében – kiképzését fogja megvalósítani Kína Afrika teljes területére lebontva. Az ENSZ élelmezési osztály vezetője (Világ Élelmezési Program) Josette Sheeran dicsérte a fórum szabályait az élelmiszer-biztonság, mezőgazdaság és infrastruktúra tekintetében.
A vállalásokat a konferencia keretében elfogadott Sharm el-Sheikh Akcióterv foglalja magába, amely 2010-2012-es periódusra időzíti a megvalósítást.

### 2012, Peking, Kína
Az ötödik FOCAC miniszteri találkozóra 2012-ben július 19. és 20. között kerül sor Pekingben.
Kína a találkozón garanciát vállalt 20 milliárd USD értékű hitel folyósítására, hogy ezzel támogassa az afrikai országok infrastrukturális, mezőgazdasági, ipari és kis-és középvállalkozásokkal kapcsolatos fejlesztéseiket.
Kína meghirdette további mezőgazdasági technológiát bemutató központ felállítását és az „Afrikai Tehetségek Programot”, amelynek keretében 30.000 afrikai szakszerű képzésére nyílik lehetőség, illetve 18.000 kormányzati ösztöndíjat ajánl fel, valamint kulturális és szakképzési központokat alapít az afrikai országokban.
Kína támogatását fejezte ki Afrika meteorológiai infrastruktúrájának fejlesztésével, az ivóvízellátással és az erdővédelmi programokkal kapcsolatban, amelyhez kútfúrási és vízellátási projektjeinek folytatásával járul hozzá. Kína ezenkívül a transznacionális és transzregionális közlekedéshez szükséges infrastruktúra kialakításában is támogatja Afrikát, bevonva erre a célra létrehozott pénzügyi alapokat, és becsatornázva az együttműködéshez a kínai vállalatokat.
A találkozó azzal kapcsolatban is előrelépést jelent, hogy itt jelenik meg először a biztonságpolitika mint együttműködési terület. Hu elnök szerint Kína a jövőben életre hívja a „Kína-Afrika Békéért és Biztonságért való kooperatív Partnerséget”, elmélyítve a kapcsolatokat az Afrikai Unióval és az egyes afrikai államokkal, ez az afrikai uniós békefenntartó csapatok és az Afrikai Készenléti Erők pénzügyi támogatásával, és tisztképzésével.
A konferencia végén elfogadták a Pekingi Akciótervet, amely a 2013-2015-ös időszakra rögzíti a vállalásokat.

### 2015, Johannessburg, Dél-afrikai Köztársaság
A második FOCAC csúcstalálkozó és egyben a hatodik miniszteri szintű konferencia 2015. december 4. és 5. között került megrendezésre a Dél-Afrikai Köztársaság fővárosában, Johannesburgban. A találkozón Kína, az Afrikai Unió és 50 afrikai ország vett részt. A találkozó a Kína-Afrika közös fejlődése: win-win együttműködés a közös fejlődésért címet viselte.
A résztvevők kihangsúlyozták támogatásukat és elismerésüket az ENSZ szerepvállalása és pozíciója felé, egyúttal kifejezték sürgetésüket a szervezet megreformálásával kapcsolatban, kifejezetten az afrikai országok Biztonsági Tanácsban és más hivatalokban való reprezentativitását illetően.
A találkozón a Kína 35 milliárd USD értékű koncessziós hitel illetve exporthitel kibocsátására tett ígéretet, és garantálta a Kína-Afrika Fejlődési Alap tőkéjének növelését 5 milliárd USD-ról 10 milliárd USD-ra, illetve az afrikai kis-és középvállalkozások részére nyújtott speciális hitelek megnövelését 1milliárd USD-ról 6 milliárd USD-ra, továbbá kilátásba helyezett kamatmentes hitellehetőségeket a legkevésbé fejlett országok (LDC) számára.
Ezen a fórumon kiemelt figyelmet kapott a klímaváltozás témája is; Kína bejelentette a Kína-Dél-Dél Együttműködési Alapot, amellyel a fejlődő afrikai államok klímaváltozás és elsivatagosodás elleni küzdelmét hivatott támogatni.
Kína támogatását fejezte ki az Afrikai Unión belüli, Afrikára koncentráló gazdaság- és kereskedelemélénkítő programok, a NEPAD felé, egyúttal további ipari és technológiai park, mérnöki központ és különleges gazdasági övezet létrehozását irányozta elő, ahol lehetőség lesz az afrikai munkaerő képzésére is. Ezen kívül 2000 felsőoktatási képzési lehetőséget, 30000 kormányzati ösztöndíjat és 40 000 szakképzési kört biztosít az afrikai országoknak, ahol 200 000 szakmunkás felkészítésére lesz lehetőség.
Kína folytatná a biztonsági együttműködést is Afrikával, a hagyományos kihívások mellett a klímaváltozásra, energiabiztonságra, kiberbiztonságra, és nemzetközi bűnözésre is figyelmet fordítva. Emellett 60 millió USD értékű katonai segítségnyújtással támogatja az Afrikai Unió biztonságpolitikai terveit.
Ígéretet tettek a kulturális és művészeti csereprogramok, a sporttal, turizmussal, médiával és ifjúsággal kapcsolatos programok bővítésére, hangsúlyozva a Kína-Afrika Közös Kutatási és Csereprogram Terv és a Kína-Afrika Think Tanks 10+10 Partnerségi Terv kiemelt szerepét.
A konferencián elfogadott dokumentumokban megjelent az a szándék is, hogy kapcsolatot keressenek az az „Egy övezet, egy út” (BRI) projekt és „Tengeri Selyemút” valamint az afrikai országok gazdasági integrációja és fenntartható fejlődése között.
A konferencia produktuma a Johannesburg Akcióterv, amely a 2016-2018-as periódusra tartalmaz célkitűzéseket.

### 2018, Peking, Kína
A hetedik miniszteri csúcstalálkozót Pekingben tartották, 2018. szeptember 3. és 4. között, Kína, az Afrikai Unió és 50 afrikai állam részvételével. A konferencia mottója: „Kína és Afrika: Egy még szorosabb közösség és közös jövő felé, a kölcsönösen előnyös kooperáción keresztül”.
A felek kifejezték egyetértésüket az unilateralizmus és a protekcionizmus elvetésében, hitet téve az multilateralizmus mellett. Kína Afrikát mint az „Egy övezet, egy út” (BRI) projekt fontos résztvevőjeként jellemzi, egyúttal az afrikai államok kifejezték a projekt iránt támogatásukat.
Johannessburg után itt is kinyilvánították a felek együttműködési szándékukat a klímaváltozás és az illegális kereskedelem okozta kihívások leküzdésében.
Az együttműködés nyolc területen valósul meg: ipar és kereskedelem támogatása, infrastrukturális összeköttetés, zöld fejlesztés, kapacitásépítés, egészségügy, emberek közti kulturális kapcsolatok, béke és biztonság kezdeményezése.
Kína 20 milliárd USD kamatozó, illetve 15 milliárd USD értékben segélyt, támogatást, kamatmentes vagy kedvezményes hitelt ajánlott fel az afrikai országoknak. Kína az afrikai fejlesztések támogatására egy 10 milliárd dolláros speciális alap létrehozását, az Afrikából történő kínai import finanszírozására egy 5 milliárd dolláros speciális alap kialakítását jelentette be. Kína ígéretet tett a kínai befektetők ösztönzésére, egyúttal bejelentette egy Kína-Afrika gazdasági és kereskedelmi expo megszervezését, 50 mezőgazdasági segélyprogram elindítását, 500 kínai mezőgazdasági szakértő küldését, és 147 millió dollárnyi humanitárius élelmiszersegély és folyósítását a természeti katasztrófák sújtotta afrikai országokba.
Kína deklarálta már működő 50 egészségügyi programjainak frissítését, és kilátásba helyezett 50 új projektet, ami a zöldfejlesztéseket támogatja Afrikában.
A kulturális kapcsolatok ápolásáért Kína egy Afrika Tanulmányok Intézet létrehozásával és a Kína-Afrika Közös Kutatási és Kulturális Kapcsolati Terv frissítésével kíván tenni.
Az afrikai országok és Kína egyaránt nyomatékosították a béke, a biztonság és a békefenntartás iránti elkötelezettségüket, ennek érdekében szóba került a Kína-Afrika Védelmi és Biztonsági Fórum létrehozása is, hogy segítsék a felek közötti tapasztalatcserét.
A fórumon elfogadták a Pekingi Nyilatkozatot és a Pekingi Akciótervet, amely a 2019-2021-es időszakra vonatkozóan tartalmazza a célkitűzéseket, egyúttal bejelentették a következő fórum helyszínét, Szenegált.